# 黑网乌梢蛇
黑网乌梢蛇（学名：Zaocys carinatus）为游蛇科乌梢蛇属的爬行动物。分布于印度、泰国、越南、马来西亚、印度尼西亚以及中国大陆的云南等地，常栖息于云南南缘热带季雨林中。该物种的模式产地在印度尼西亚婆羅洲。
其种加词“carinatus”意为“具龙骨状脊的”。